# Kei-Car

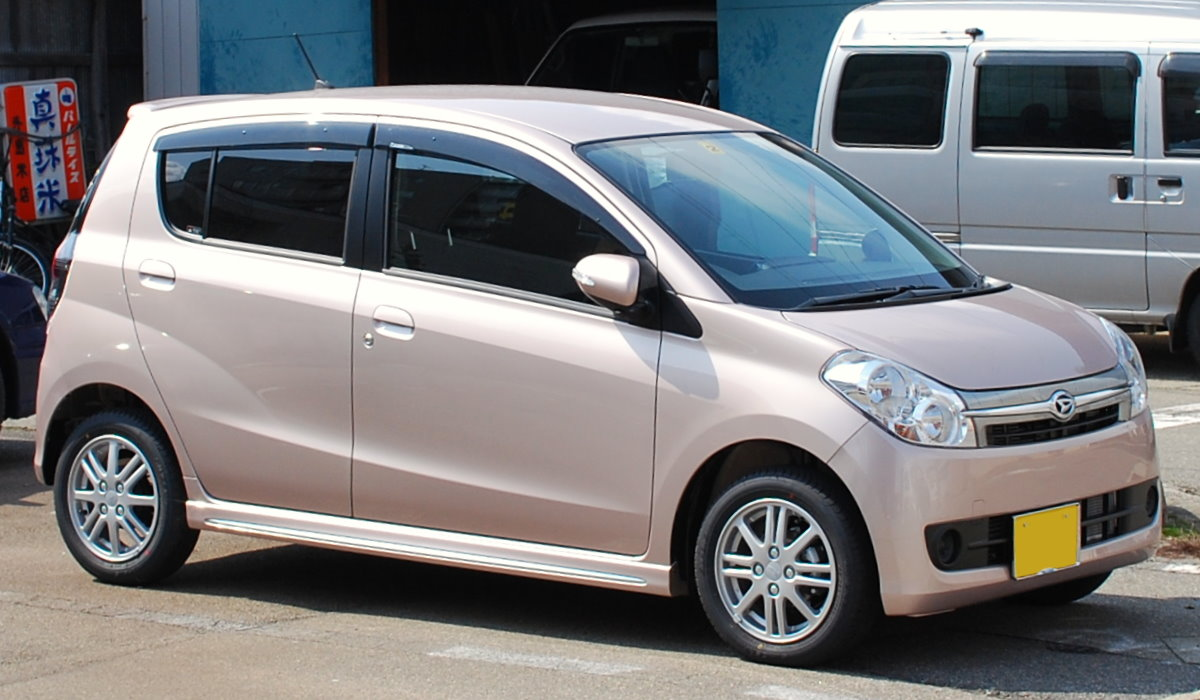
Daihatsu Mira (2008)

Als Kei-Car (japanisch 軽自動車, keijidōsha wörtlich „Leichtautomobil“) werden in Japan Kleinstwagen bezeichnet, für die Hubraum- und Größenbeschränkungen gelten. Außerdem darf ein Kei-Car nur maximal 4 Personen (inklusive des Fahrers) befördern – eine Ausnahme besteht nur insofern, dass es auch mal zwei Erwachsene und drei Kinder sein dürfen, sofern alle drei Kinder noch keine 12 Jahre alt sind. Es gibt in einem Kei-Car allerdings nur maximal 4 Sicherheitsgurte und Kopfstützen.
Sie bilden eine in Japan sehr beliebte Fahrzeugklasse, besonders in ländlichen Präfekturen, wo Kei-Cars in vielen Gemeinden von der Nachweispflicht für einen eigenen Stellplatz befreit sind, und wo in manchen Dörfern die Straßen so eng sind, dass sie praktisch nur von Kei-Cars befahren werden können. Außerdem sorgen die staatliche Förderung durch finanzielle Anreize bei den Kfz-Steuern, der Maut und bei den Parkkosten sowie die etwas geringeren Unterhalts- und Anschaffungskosten für eine rege Nachfrage. 2020 waren 40 % der zugelassenen japanischen Autos Kei-Cars.

## Kei-Car-Norm
Im Laufe der Jahre wurden die Grenzwerte für Kei-Cars nach und nach etwas erhöht. Seit 1998 haben sie das heute typische Maß von max. 3,40 Meter mal 1,48 Meter, wodurch sie in der Regel deutlich schmaler sind als Kleinstwagen aus anderen Ländern.
| Datum         | max.* Länge (m) | max.* Breite (m) | max.* Höhe (m) | max.* Hubraum (cm³) | max.* Hubraum (cm³) | max. Leistung |
| Datum         | max.* Länge (m) | max.* Breite (m) | max.* Höhe (m) | Viertakt            | Zweitakt            | max. Leistung |
| ------------- | --------------- | ---------------- | -------------- | ------------------- | ------------------- | ------------- |
| Juli 1949     | 02,80           | 01,00            | 02,00          | 0150                | 0100                | keine Angabe  |
| Juli 1950     | 03,00           | 01,30            | 02,00          | 0300                | 0200                | keine Angabe  |
| August 1951   | 03,00           | 01,30            | 02,00          | 0360                | 0240                | keine Angabe  |
| 1. April 1955 | 03,00           | 01,30            | 02,00          | 000000360           | 000000360           | keine Angabe  |
| 1. Jan. 1976  | 03,20           | 01,40            | 02,00          | 000000550           | 000000550           | keine Angabe  |
| 1. Jan. 1990  | 03,30           | 01,40            | 02,00          | 000000660           | 000000660           | 64 PS (47 kW) |
| 1. Okt. 1998  | 03,40           | 01,48            | 02,00          | 000000660           | 000000660           | 64 PS (47 kW) |

max.* bedeutet hier, dass alle realen Werte kleiner als die angegebenen Grenzwerte sein müssen. Ein aktueller Kei-Car darf also nicht etwa 3,40 m lang sein, sondern nur maximal 3,395 m, und 1,475 m breit, und darf anfangs nur maximal 658 cm³ Hubraum haben (da der Hubraum sich durch Abrieb langsam vergrößert).
In Deutschland übliche Kleinstwagen sind breiter und stärker motorisiert. Beispielsweise ist der VW up! für die Kei-Car-Norm über 16 cm zu breit und sein Hubraum mit 1000 cm³ zu groß.
Ein moderner SUV – wie der BMW X6 oder der Audi Q7 – kann über einen halben Meter breiter als die maximale Breite eines Kei-Cars sein.

## Geschichte

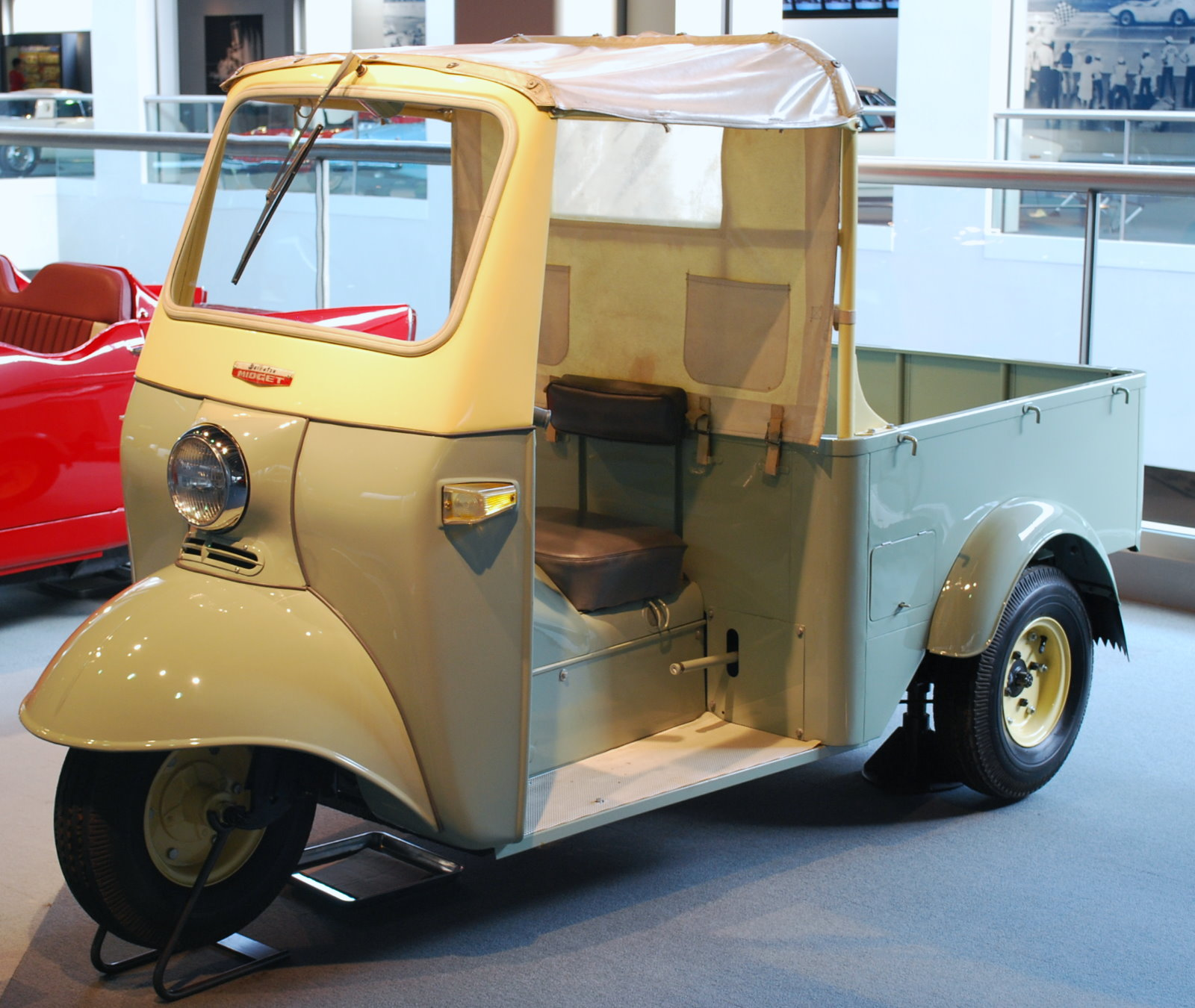
Daihatsu Midget (1957)

Nach dem Zweiten Weltkrieg führte die japanische Regierung 1949 die Kei-Car-Fahrzeugklasse ein. Anfangs ging es um Wirtschaftsförderung. Zudem sollte ein Aufstieg von zwei auf vier Räder auch für ärmere Japaner leichter gemacht werden. Ab Mitte der 1950er begannen Hersteller wie Suzuki, Daihatsu, Subaru und etwas später Honda, die davor insbesondere Lasten-Motordreiräder, Motorräder und Motorroller produziert hatten, auch drei- und insbesondere vierrädrige Kei-Cars zu produzieren, und entwickelten ab 1960 auch Trucks (Kei-Trucks) nach den Maßen der Norm, um größere Lasten transportieren zu können. Die Produktionszahlen der Kei-Cars stiegen dadurch in den 1960er Jahren stark an und beendeten den Boom der Motordreiräder. Sie wurden anfangs als Billigsegment für ärmere Landbewohner und Handwerker angeboten, jedoch wurden sie als vollwertige Autos angenommen und werden heute auch beispielsweise für Familien mit Kind vermarktet. Heute sind sie die beliebteste Fahrzeugklasse. Das liegt an den finanziellen Vergünstigungen, aber auch daran, dass es selbst in geschäftigen und modernen Zentrumslagen viele kleine Gassen gibt, die für normalgroße Autos zu schmal sind. Der japanische Staat versucht dem Mangel an Parkraum und Verkehrsfläche seit Jahrzehnten zu begegnen und fördert in den Großstädten die Nutzung der Schiene und versucht motorisierten Individualverkehr von der Straße auf die Schiene zu verlagern. Zudem versucht er durch die Förderung der Kei-Cars den Autobesitz von große auf kleine Wagen zu lenken. Durch die Reglementierung der Kei-Cars, die weltweit einzigartig ist, haben japanische Hersteller dieses Segment für sich, was bei ausländischen Herstellern und Politikern als Abschottung auf Kritik stößt. Sowohl japanische Politiker als auch japanische Hersteller verweisen darauf, dass sich die ausländischen Hersteller mit Angeboten für den japanischen Markt auch selbst anpassen könnten und ihre Modelle dann auch in den Genuss der Förderung als Kei-Cars kommen könnten.

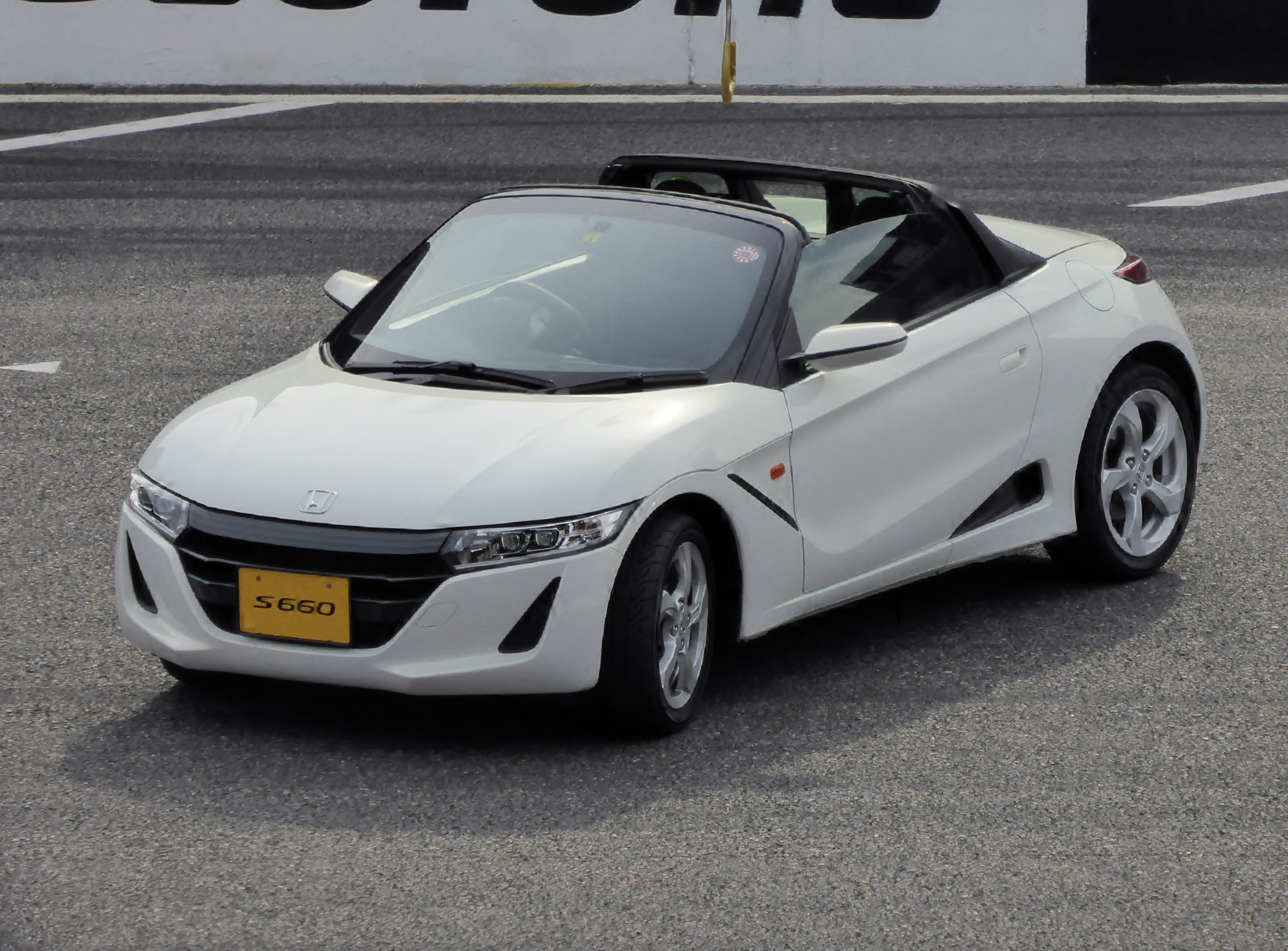
Honda S660 (2016)

Zu Kleinstwagen aus anderen Ländern bestehen große Unterschiede. Trotz der geringen Außenmaße sind die Kei-Cars in verschiedenen Karosserieformen wie Kleinwagen, Microvan oder Geländewagen erhältlich. In Japan existiert eine große Vielfalt an Modellen in dieser Bauform, die auf anderen Märkten nicht üblich sind. Zudem umfasst die Ausstattung auch gehobene Merkmale, die bei Kleinstwagen von Herstellern aus anderen Ländern nicht angeboten werden. Durch finanzielle Förderung gespartes Geld wird gerne in Ausstattung investiert. Kei-Cars gibt es oft auch mit Allradantrieb, Heckkamera, Abstandsradar, Fahrdynamikregelung (ESP), Xenonscheinwerfern oder LED-Scheinwerfern, Automatikgetriebe, elektrischen Schiebetüren oder sogar mit einem automatischen Bremssystem und mehreren Airbags. Zudem sind Klimaautomatik, Lederpolster, variable Sitzlandschaften oder Navi-Monitore im Heimkino-Format keine Seltenheit. Daneben wurden turbogeladene Kleinstmotoren entwickelt, die die Hubraumbeschränkung einhalten und trotzdem eine beachtliche Leistung bieten. Kei-Cars gibt es daher auch als Sportwagen, wie den Honda S660.

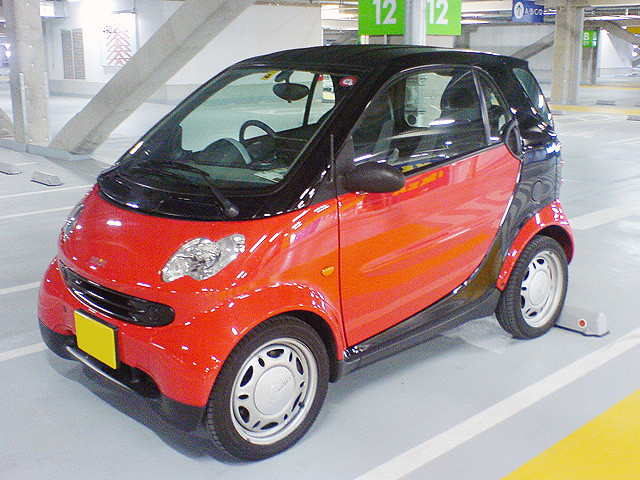
Smart K (2001)

In den Jahren nach dem Zweiten Weltkrieg entstanden auch in Europa sehr kleine Automobile, sogenannte Rollermobile. Sie basierten wie die ersten Kei-Cars ebenfalls teilweise auf Motorrad- bzw. Motorroller-Technik und waren als Billigsegment für die breite Bevölkerungsschicht gedacht, welche sich kein teures, vollwertiges Auto leisten konnte. Spöttisch wurden sie im Volksmund auch Nuckelpinnen genannt. Auch einige dieser europäischen Modelle bzw. Leichtfahrzeuge und Kleinstwagen erfüllten in der Vergangenheit die Kei-Car-Norm, wie beispielsweise die BMW Isetta (erst nach Änderung der Norm, als die Produktion schon eingestellt wurde) oder der Fiat Nuova 500 in seinen späten Produktionsjahren bzw. sein Nachfolger, der Fiat 126. In Deutschland setzte sich ein Wohlstands-Trend hin zu großen, schweren Autos durch und die sehr kleinen, leichten Modelle verloren auf dem heimischen Markt ihre Relevanz. Relevante Zulassungszahlen in Japan gab es jedoch nie. Japan erhob bis 1978 hohe Zölle auf die Einfuhr von Autos, jedoch gibt es auch heute noch ein großes Handelsbilanzdefizit insbesondere bei Autos. Als nicht japanischer Hersteller brachte Daimler 2001 ein Kei-Car in Serienproduktion, den Smart Fortwo als Smart K, in Japan auf den Markt. 2004 wurde die Produktion mangels Erfolg eingestellt. Nicht aufgrund geltender japanischer Importbedingungen stellen US-amerikanische Automobilhersteller keine Kei-Cars her. US-amerikanische Hersteller haben keine Modelle im Angebot, die auf die Norm der Kei-Cars passen. Ausländische Hersteller konnten bei diesem Segment auch nach dem Wegfall der Zölle nie relevante Marktanteile erobern. Kei-Cars werden für gewöhnlich nicht für den Export produziert. Generell stammen über 90 % aller Autos in Japan von japanischen Herstellern und 93 % der zugelassenen PKW haben weniger als 2000 cm³ Hubraum. Das kleine Importsegment bei anderen Fahrzeugklassen haben deutsche Hersteller fast monopolisiert.

## Kei-Trucks

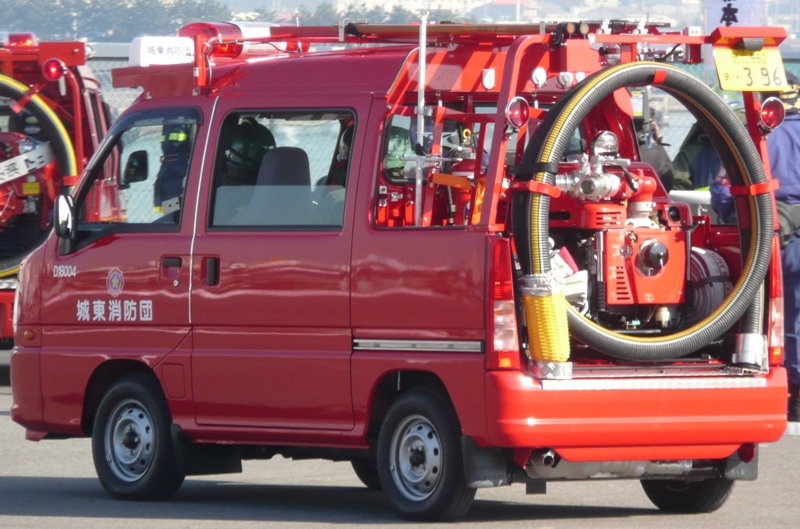
Subaru Sambar als Feuerwehrfahrzeug

1960 wurde als erster japanischer keitora (軽トラ), die Kurzform für Kei-Klasse-Lkw, der Subaru Sambar vorgestellt. Diese Modelle halten die Vorgaben der Kei-Cars ein und wurden zum Lastentransport entwickelt. 1961 kam der Suzulight Carry (in Deutschland später als Suzuki Carry bekannt) auf den Markt, 1963 folgte der Honda T360, 1964 der Daihatsu Hijet und 1966 der Mitsubishi Minicab.
Kei-Trucks dienen insbesondere Transportunternehmen, Handwerkern und anderen Gewerbetreibenden, aber auch die Feuerwehr nutzt spezielle Umbauten für dicht bebaute Innenstadtgebiete mit schmalen Gassen. Hier fahren auch spezielle, kleine, schmale Müllwagen, die jedoch nicht die Norm der Kei-Cars erfüllen.

## Förderung

Geparktes Kei-Car 2015

Die 2023 gültige Regelung zur Pflicht zum individuellen Stellplatznachweis für Kei-Cars ist wie folgt: In allen Städten und Gemeinden innerhalb eines 30-km-Radius um das Zentrum von Tokio und das Zentrum von Osaka gilt die Pflicht zum individuellen Stellplatznachweis für Kei-Cars. Außerdem gilt diese Pflicht landesweit auch in allen anderen Präfekturhauptstädten und darüber hinaus in allen Städten mit mehr als 100.000 Einwohnern.
Der Pkw-Stellplatz des Halters darf sich normalerweise nicht weiter als 800 Meter vom Wohnort entfernt befinden. Einfach auf öffentlichem Straßenraum zu parken, wie in Deutschland üblich, ist in Japan auch für Kei-Cars verboten. Parkplatzgebühren sind im Vergleich zu Deutschland sehr hoch. Der Verwaltungsakt zum Nachweis eines Stellplatzes erfordert Zeit. Der Autokäufer muss ein spezielles Dokument des Parkplatzverwalters beim Händler einreichen, der dieses der Polizei zur Prüfung übermittelt. Die Polizei prüft vor Ort, ob der Parkplatz groß genug für das Auto ist. Zwei bis drei Tage später erhält der Händler eine Parkplakette für Front- oder Rückscheibe und erst jetzt darf das Auto ausgeliefert werden. Bei Umzügen fallen wieder die entsprechenden Behördengänge an. Dies entfällt bei einem Kei-Car in ländlichen Gebieten.
Die Maut auf den japanischen Autobahnen ist für Kei-Cars reduziert. Auch die Nutzung von öffentlichen Parkplätzen und Parkhäusern ist für sie günstiger. Zudem sind sie bei den drei japanischen Kfz-Steuern begünstigt. Es muss lediglich eine deutlich reduzierte jährliche Kfz-Steuer auf das Halten bezahlt werden. Beim Autokauf wird nicht nur die Mehrwertsteuer mitbezahlt. Es fallen zusätzlich eine Autokaufsteuer von 2 % (statt 3 %) und eine Gewichtssteuer an. Da Kei-Cars auch bei der Gewichtssteuer begünstigt und zudem im Schnitt sehr viel leichter sind als Autos anderer Fahrzeugklassen, macht sich auch dies im Unterhalt bemerkbar. Die Gewichtssteuer muss beim Neukauf und später bei den regelmäßigen Shaken-Hauptuntersuchungen bezahlt werden.

## Nummernschild

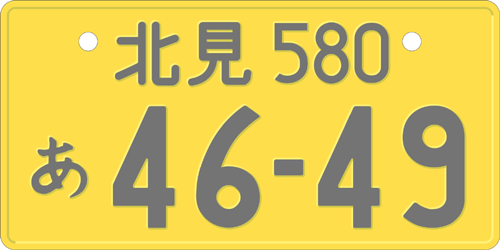
Kei-Car-Nummernschild eines Privatwagens

Kei-Cars erhalten andersfarbige Nummernschilder. Privatwagen erhalten gelbe Schilder mit schwarzer Schrift, im Unterschied zu anderen Fahrzeugklassen, die ein weißes Nummernschild mit grüner Schrift haben. Gewerblich zugelassene Kei-Cars haben ein schwarzes Nummernschild mit gelber Schrift.

## Zulassungszahlen

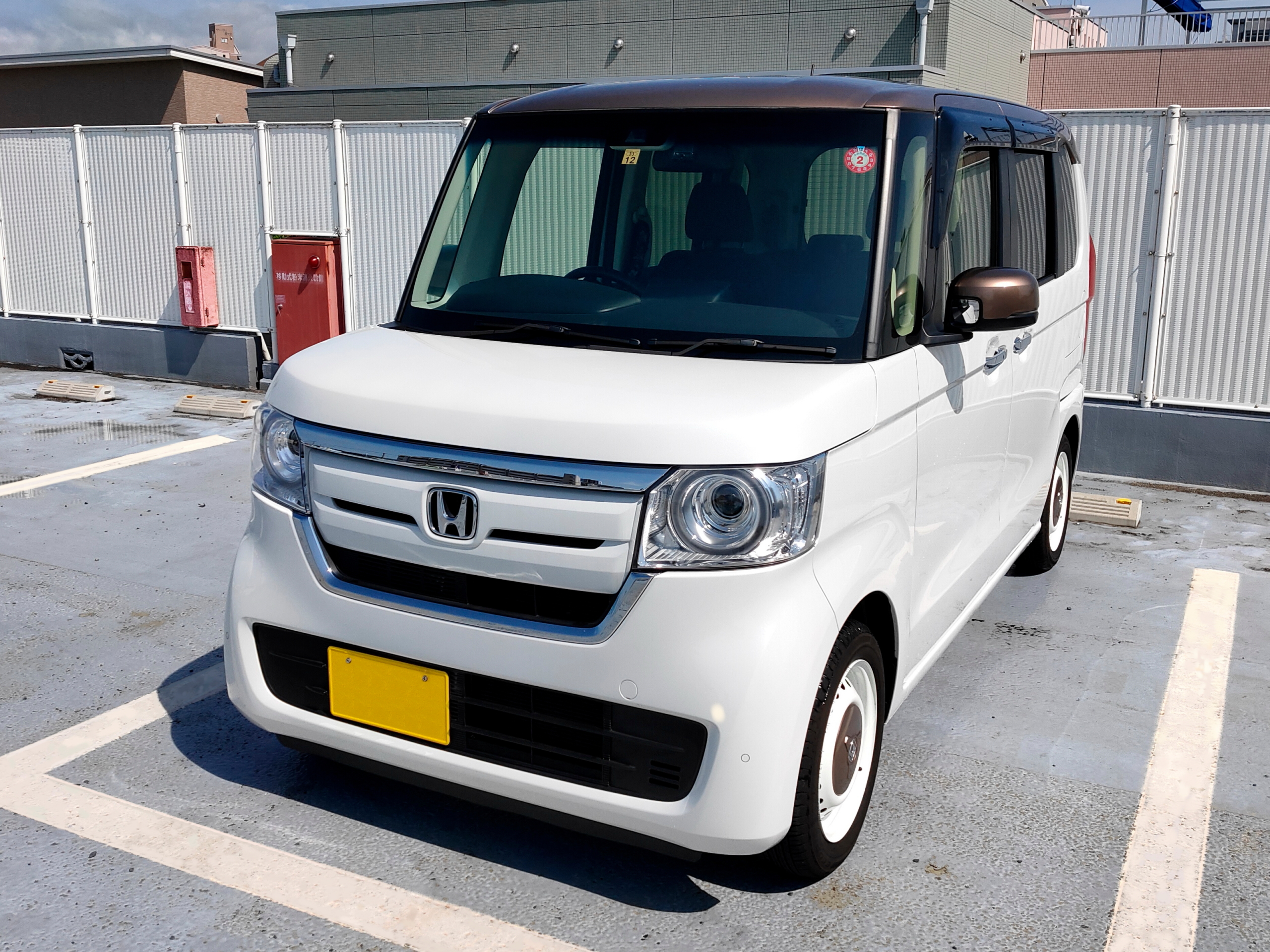
Honda N-Box (2020)

2013 waren rund ein Drittel aller Autos in Japan Kei-Cars, zudem erstmals über 40 % der Neuzulassungen. Trotz einer Erhöhung der Kfz-Steuer für Kei-Cars um 50 % im Jahre 2014 stiegen die Neuzulassungen sogar noch weiter. Inzwischen bewegen sich die Neuzulassungen auf vergleichbarem Niveau zum Gesamtbestand mit 40 %. Ende April 2020 waren in Japan knapp 82 Mio. Kfz angemeldet. Davon waren knapp über 33 Mio. Kei-Cars bzw. Kei-Trucks. Jedoch fiel zum Ende 2019 erstmals seit ihrer Einführung zur Kei-Car-Norm-Novellierung 1976 die jährlich erhobene Kei-Car-Eigentümer-Quote pro 100 Haushalten von 54,41 auf 54,40. Die Gesamtanzahl der Zulassungen stieg zwar, jedoch stiegen insbesondere in den Metropolregionen wie Tokio oder Osaka die Haushalte im Verhältnis noch stärker. In diesen Regionen ist die Kei-Car-Eigentümer-Quote gering, was hier an einem allgemein geringen Autobesitz liegt. Besonders hoch sind die Kei-Car-Eigentümer-Quoten in einigen eher ländlichen Gegenden mit schlechtem ÖPNV, wo die Einkommen gering sind. Hier können die Quoten um 100 liegen.
|      |      |      |
| 1998 | 2008 | 2016 |

In den Top-5 der bestverkauften Autos 2019 in Japan lagen auf den ersten vier Plätzen Kei-Cars: Honda N-Box, Daihatsu Tanto, Suzuki Spacia und Nissan Dayz. Erst auf Platz 5 kommt mit dem Toyota Prius ein Fahrzeug aus einer anderen Fahrzeugklasse.

## Elektro-Kei-Cars

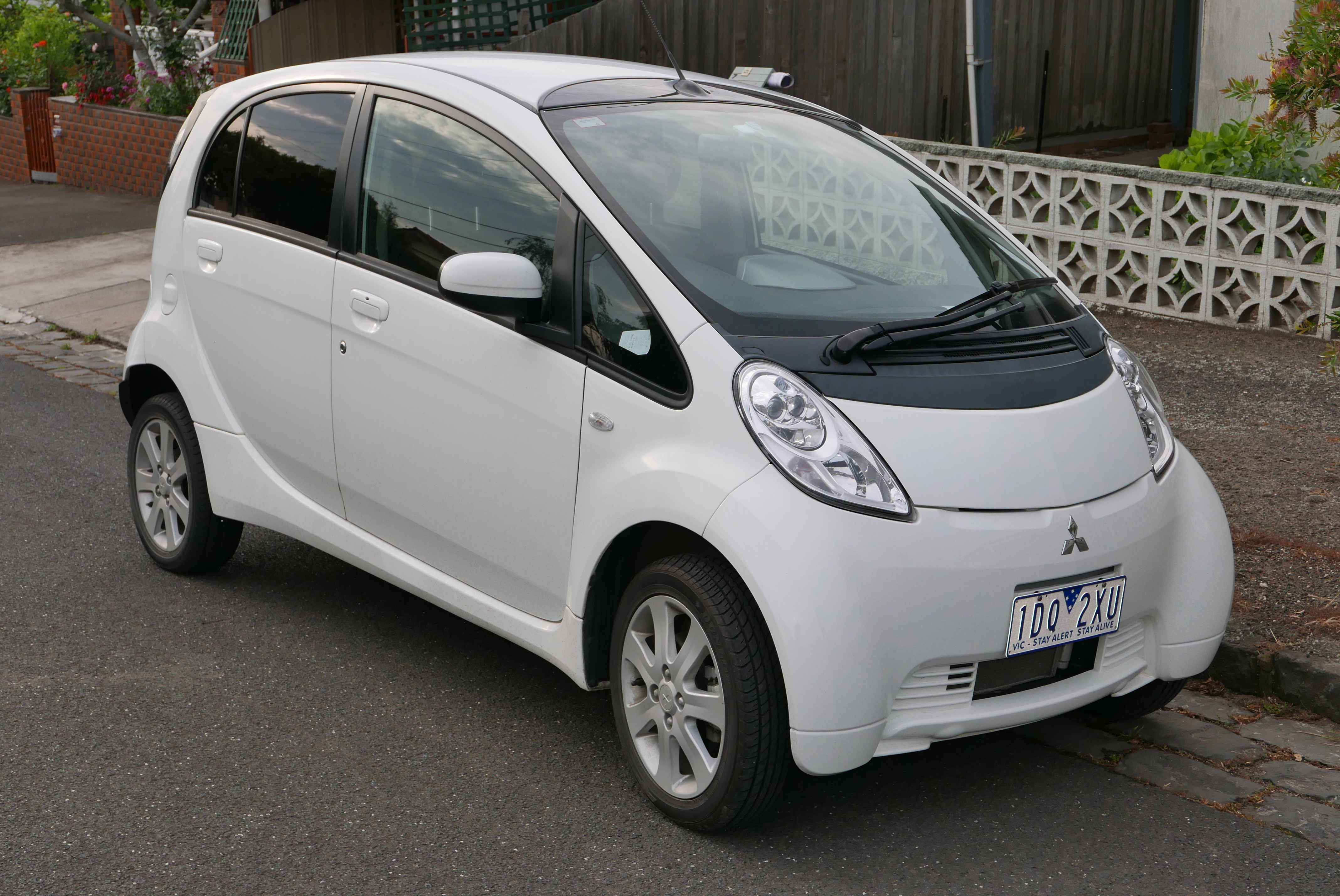
Mitsubishi i-MiEV (2010)

Der Suzuki Twin war von 2003 bis 2005 das erste Kei-Car mit Hybridantrieb. Das erste reine Elektro-Kei-Car in Serienproduktion war von 2009 bis 2020 der Mitsubishi i-MiEV, der ab 2010 auch in Deutschland angeboten wurde. 2020 begann die Auslieferung von Toyotas C+pod an ausgewählte Kunden in Japan.

## Kei-Cars in Deutschland
Die ehemals auch offiziell in Deutschland angebotenen Kei-Cars Daihatsu Cuore, Copen und Suzuki Wagon R+ haben nicht den typischen 660-cm³-Motor, sondern Motoren mit größerem Hubraum und sind dadurch eigentlich keine Kei-Cars. Der Wagon R+ ist als europäische Version zudem eine breitere Version des Wagon R. Der Mitsubishi i-MiEV wurde für den europäischen Markt verlängert.

## Galerie

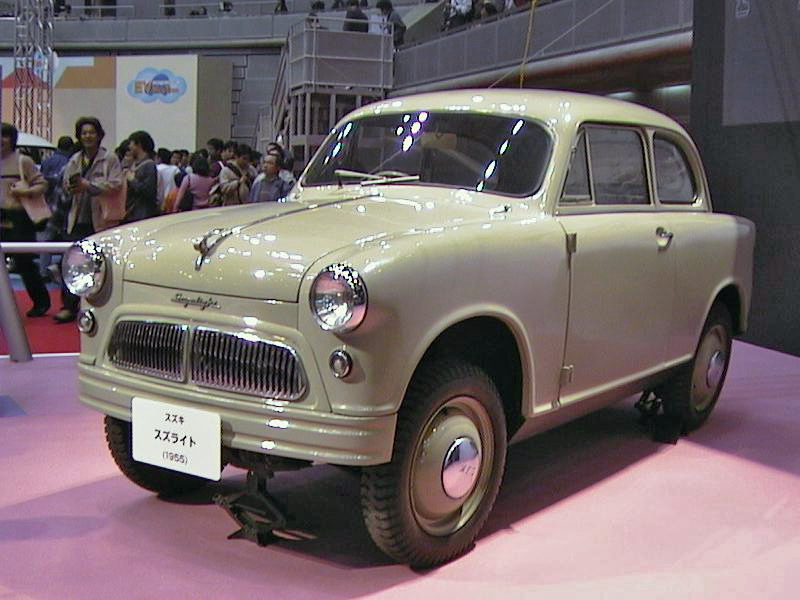
Suzuki Suzulight (1955)
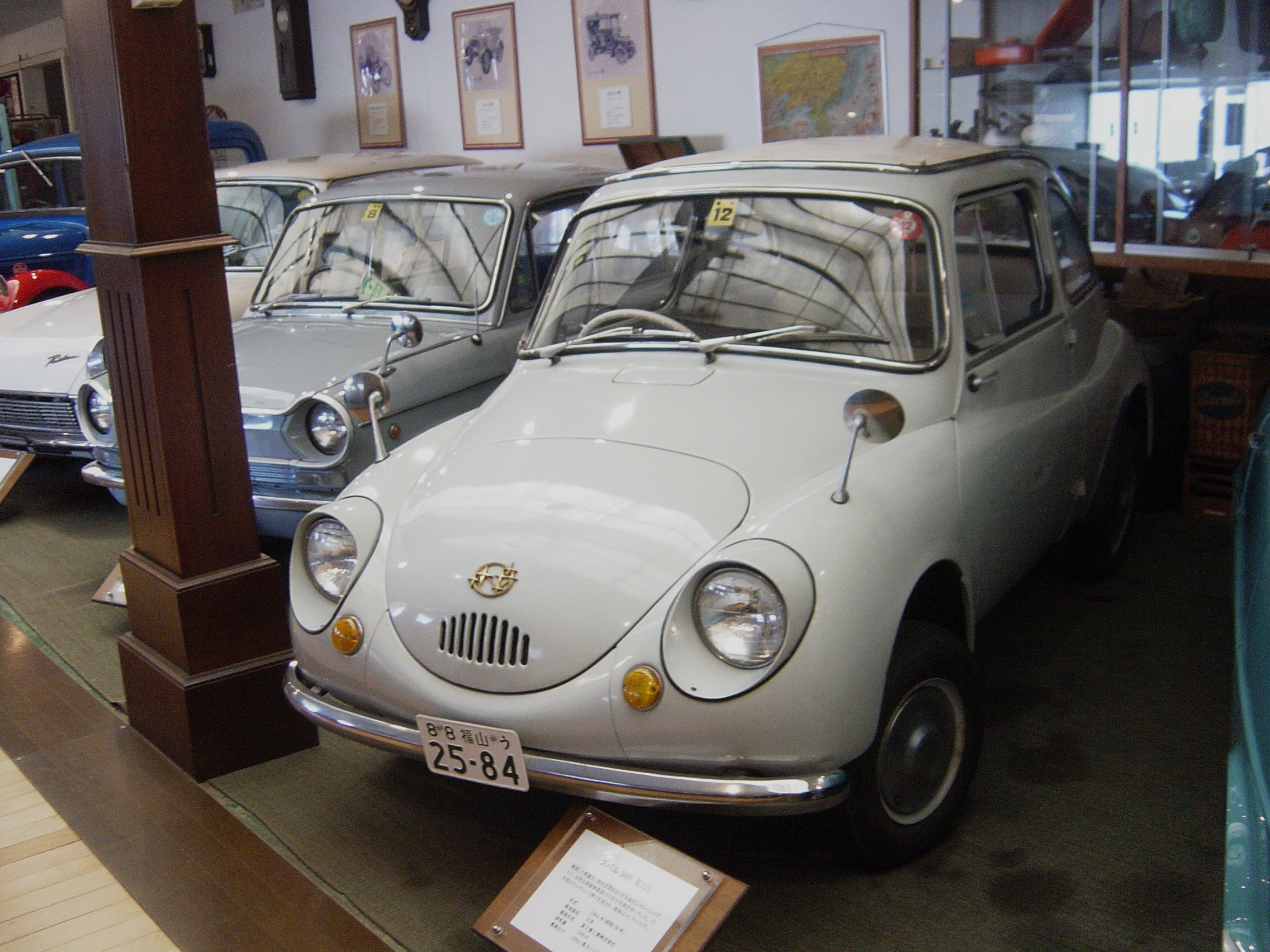
Subaru 360 (1958)
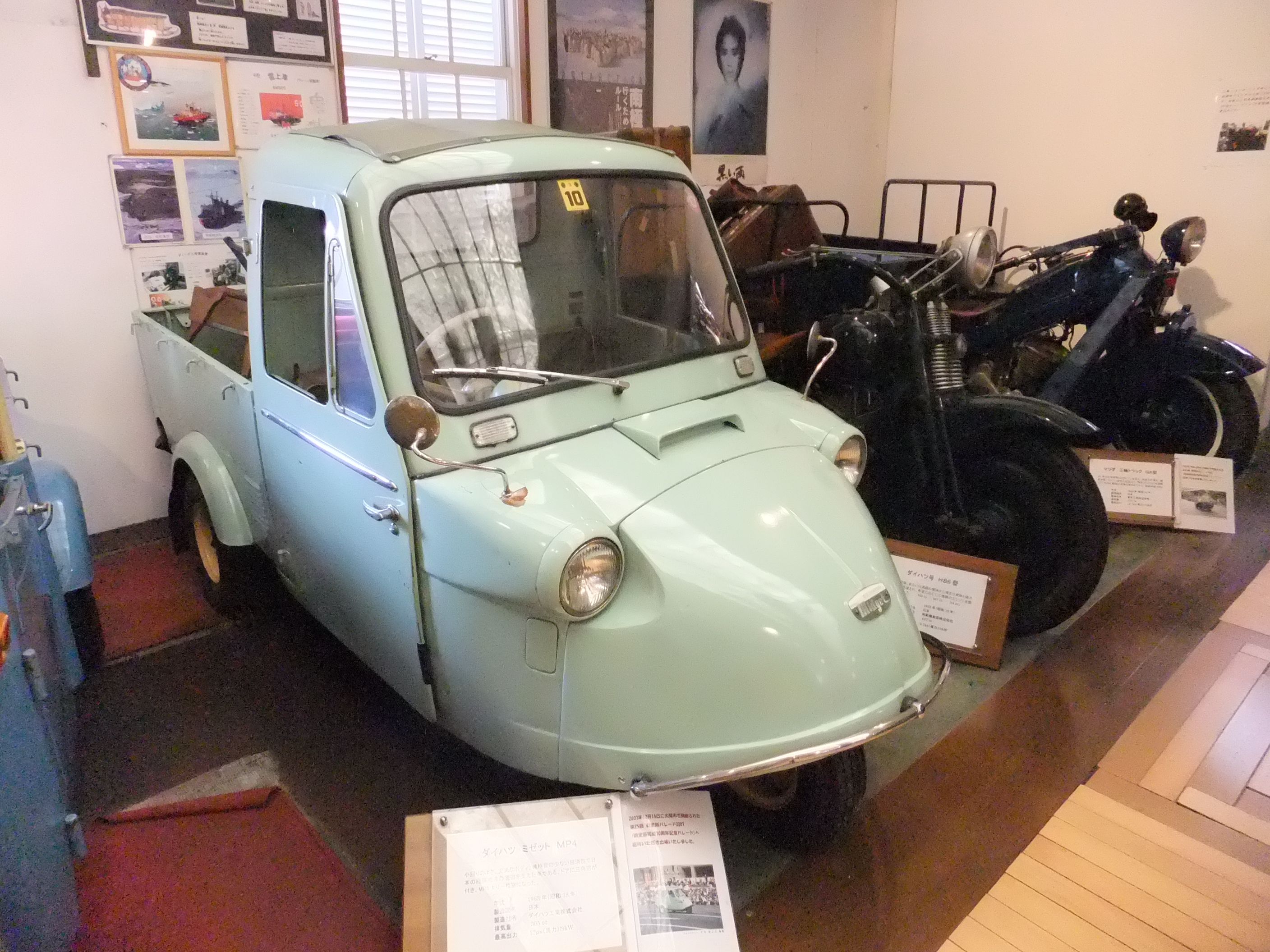
Daihatsu Midget MP (1959)
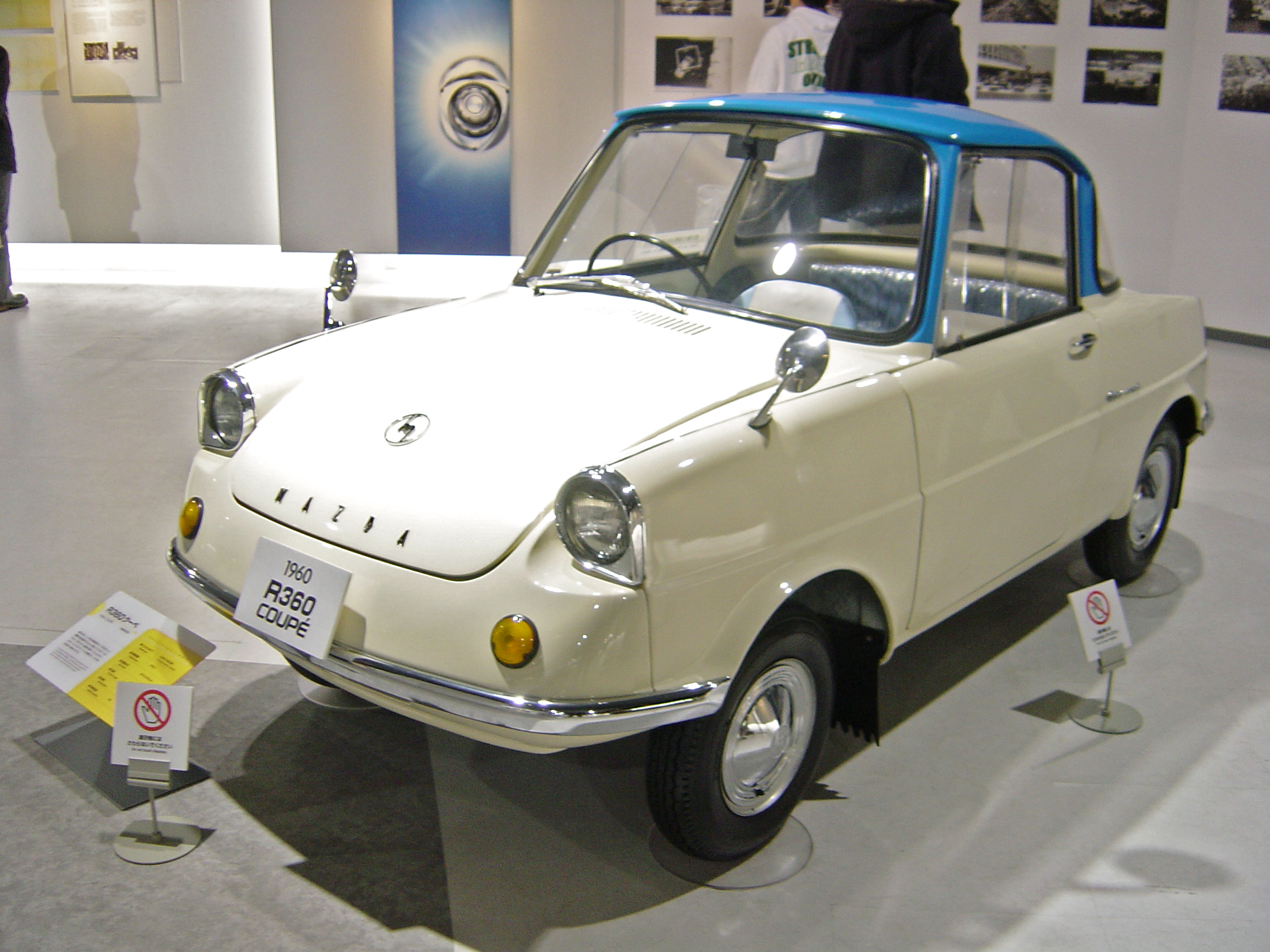
Mazda R360 (1960)
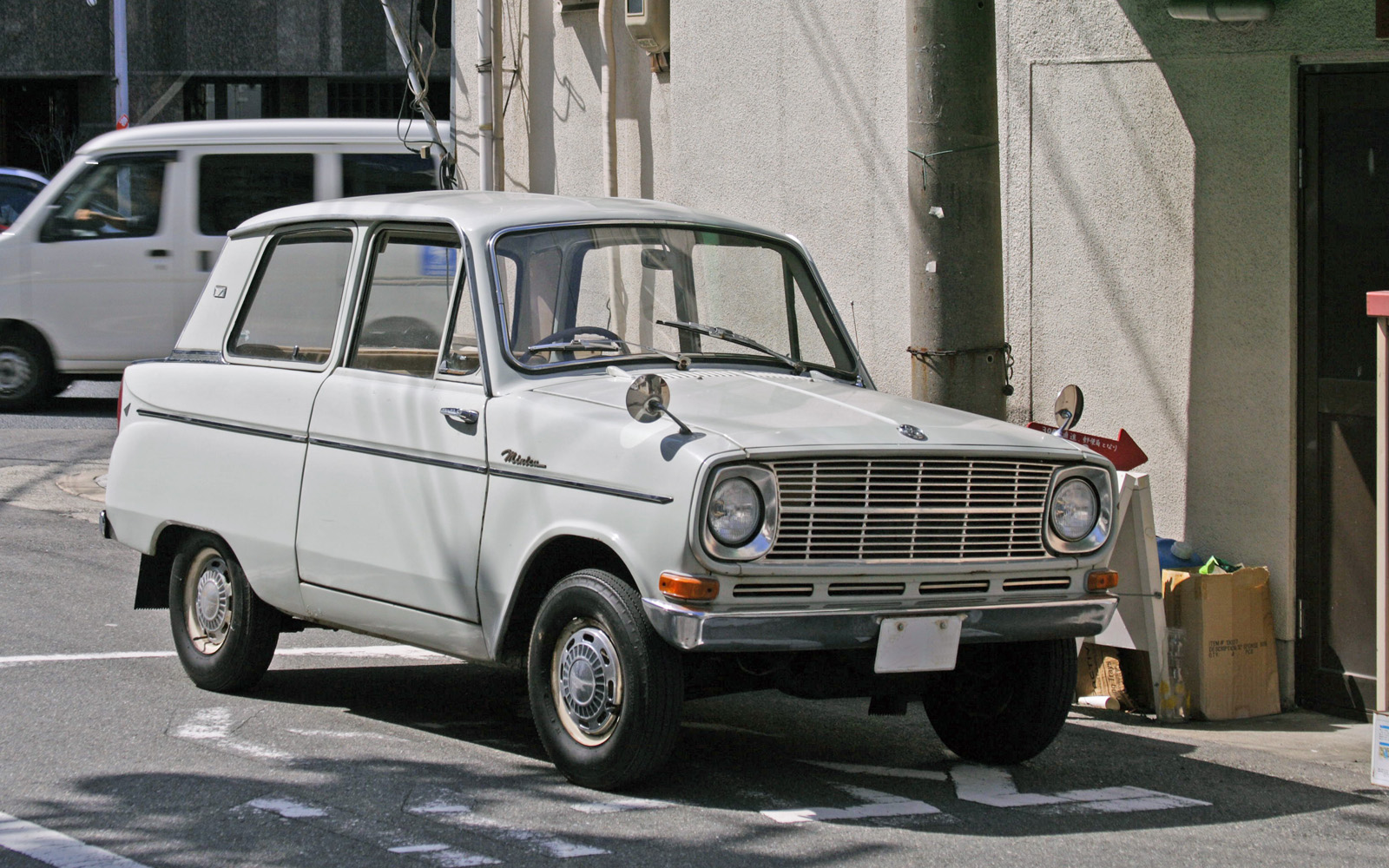
Mitsubishi Minica (1962)
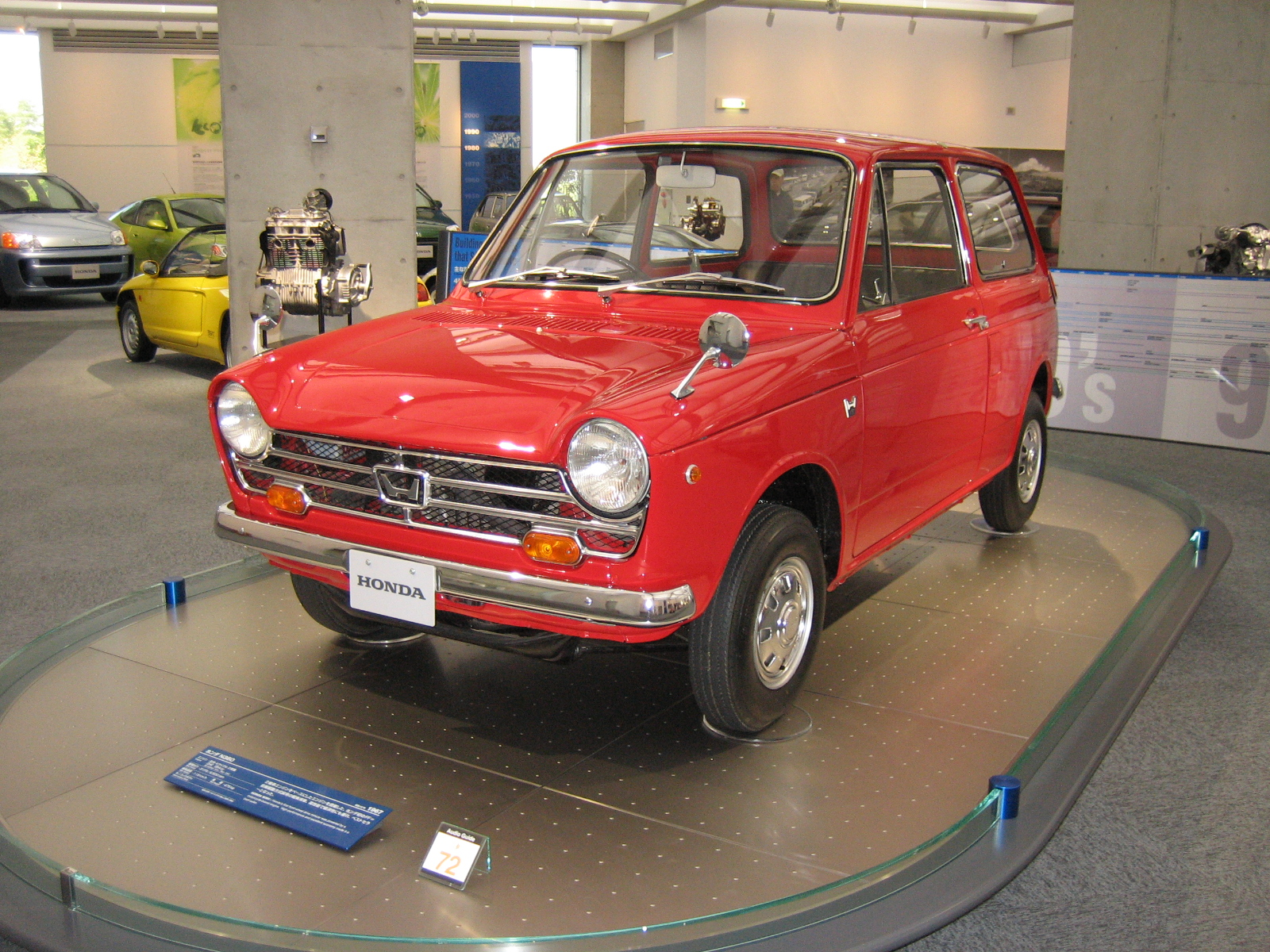
Honda N360 (1967)
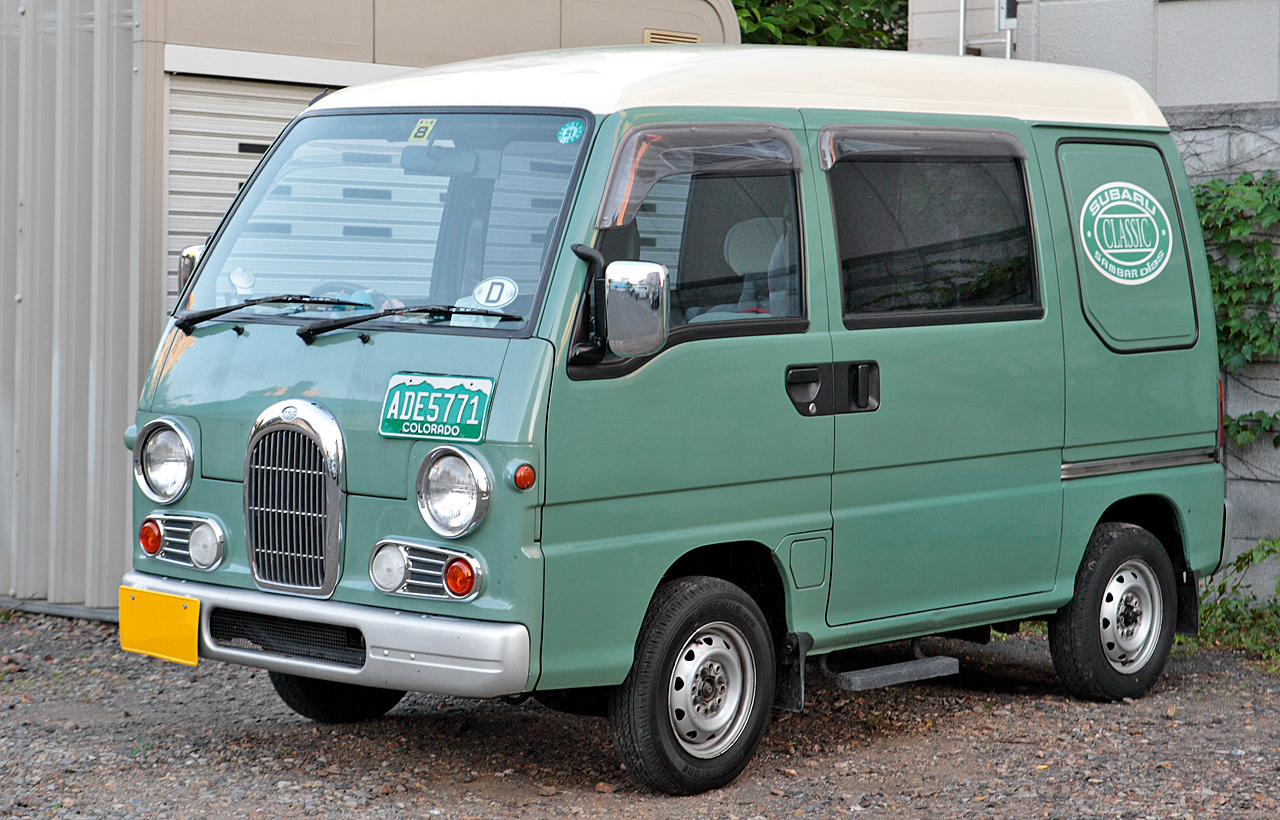
Subaru Sambar Dias (1993)
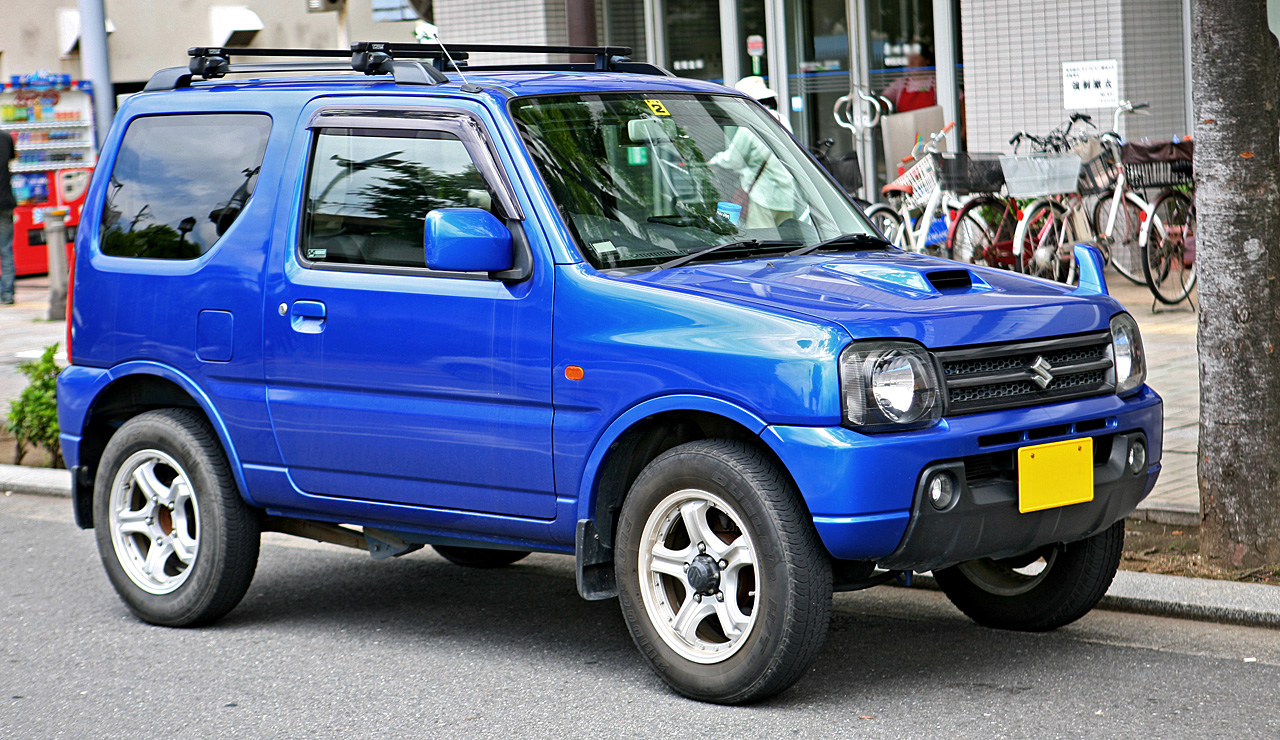
Suzuki Jimny (1998)
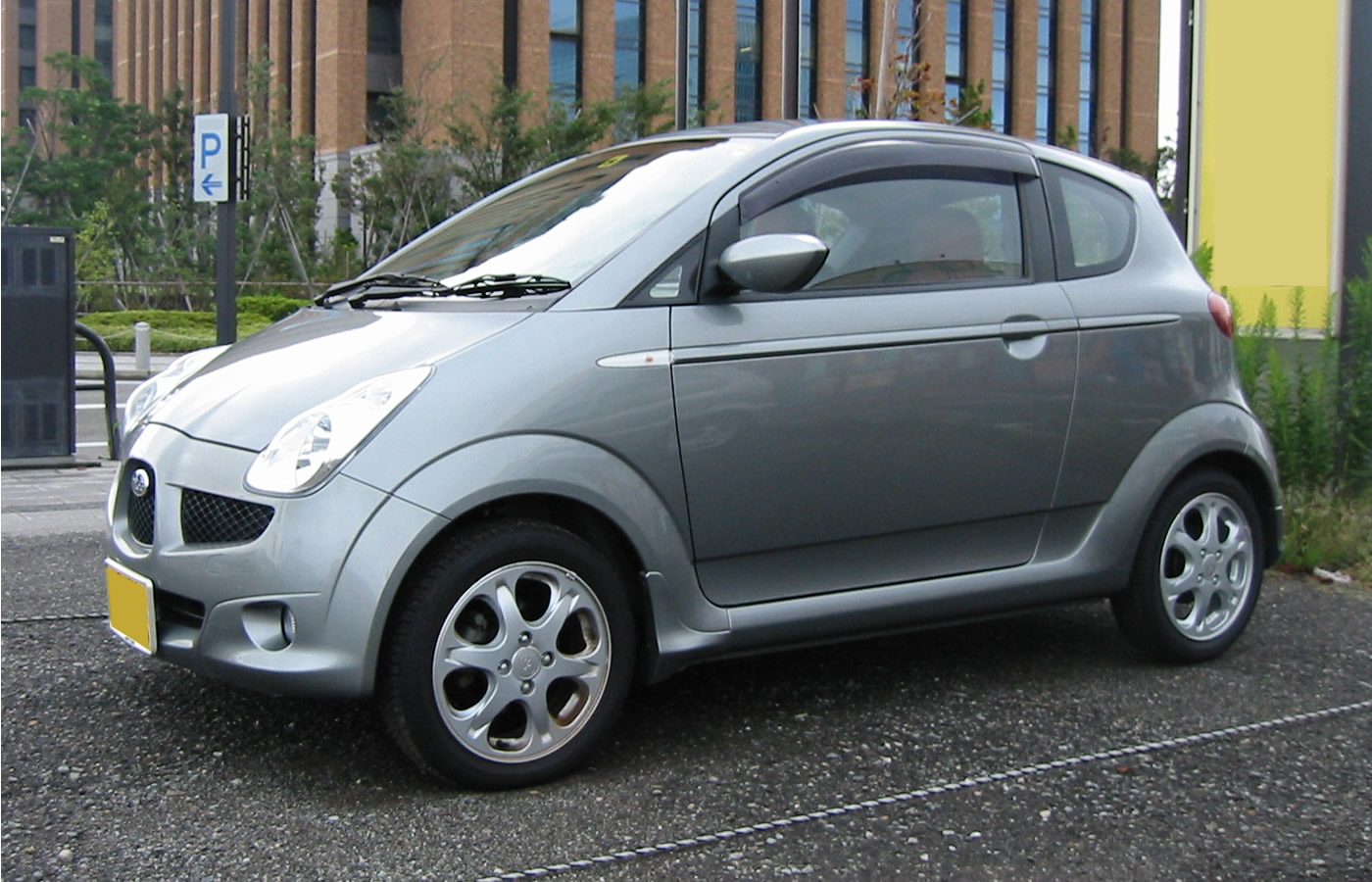
Subaru R1 (2005)
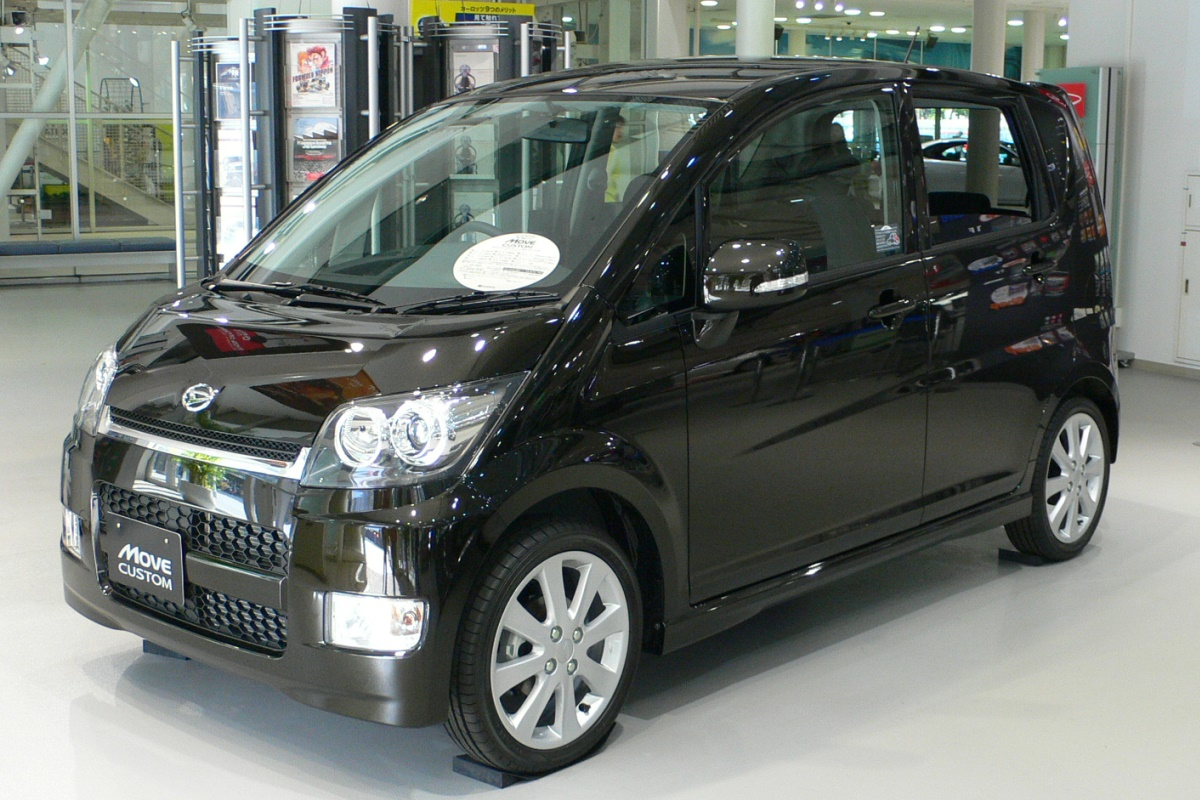
Daihatsu Move-Custom (2006)
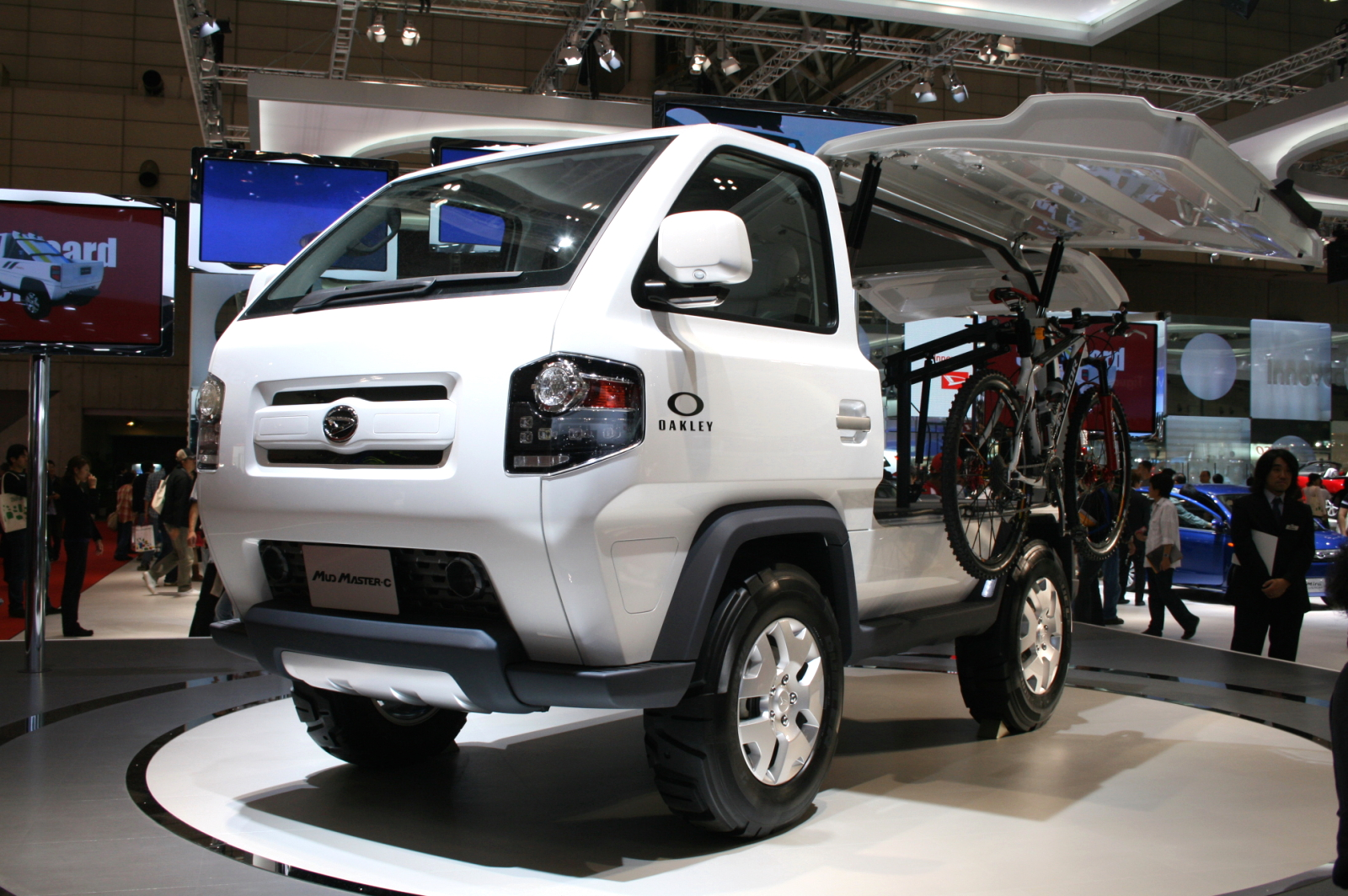
Daihatsu Mud Master Konzeptauto (2007)
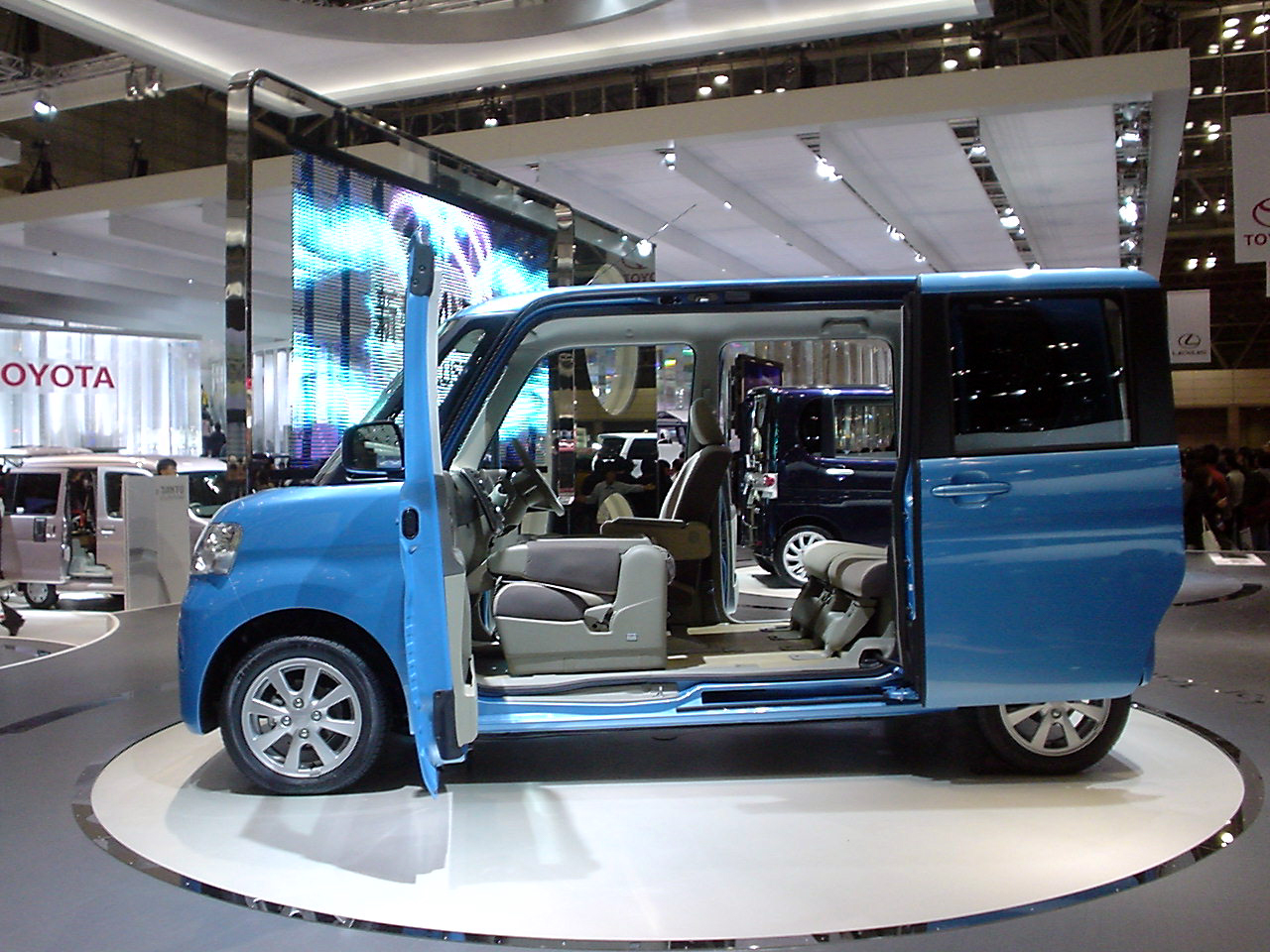
Daihatsu Tanto (2007)
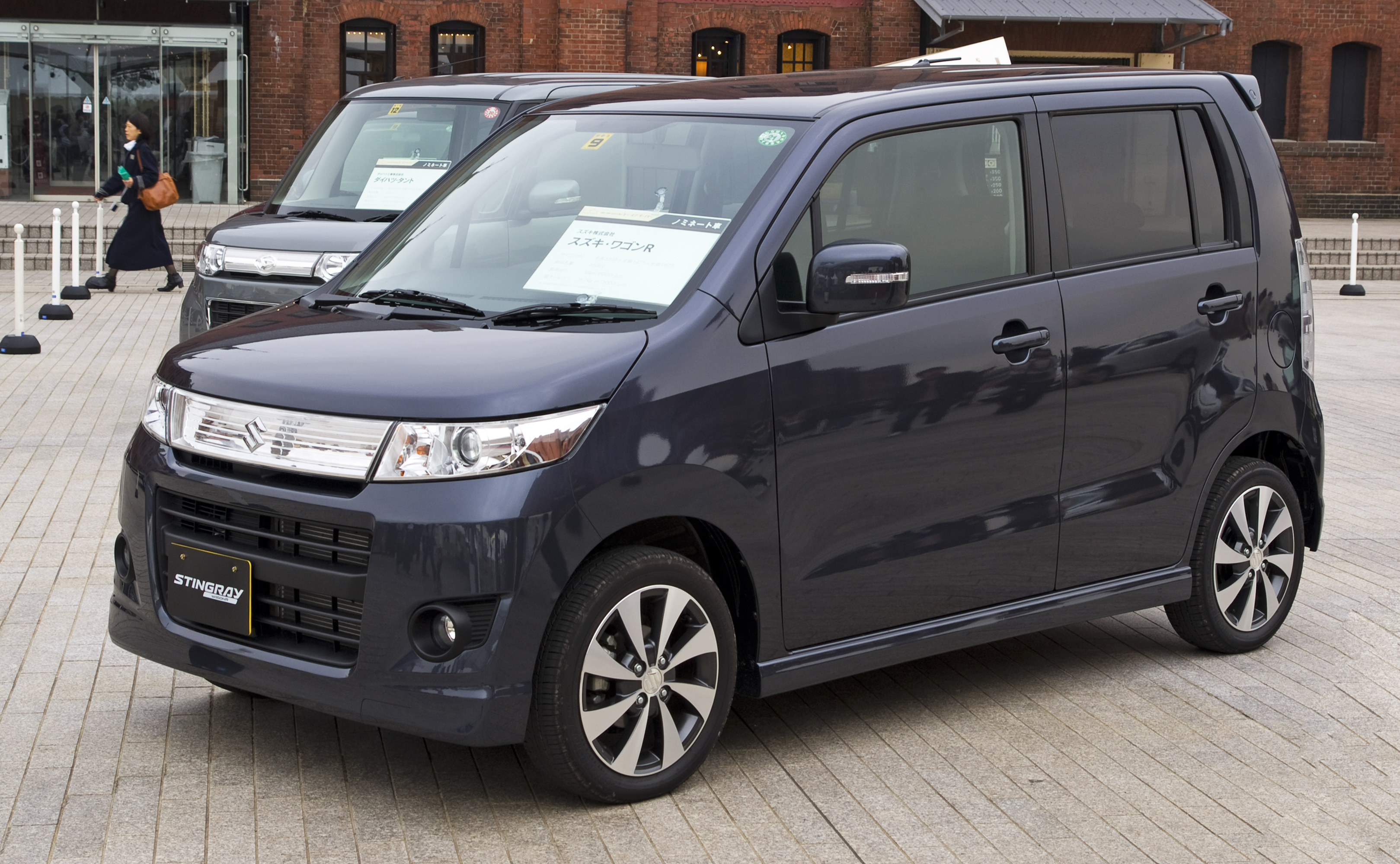
Suzuki Wagon R Stingray (2008)
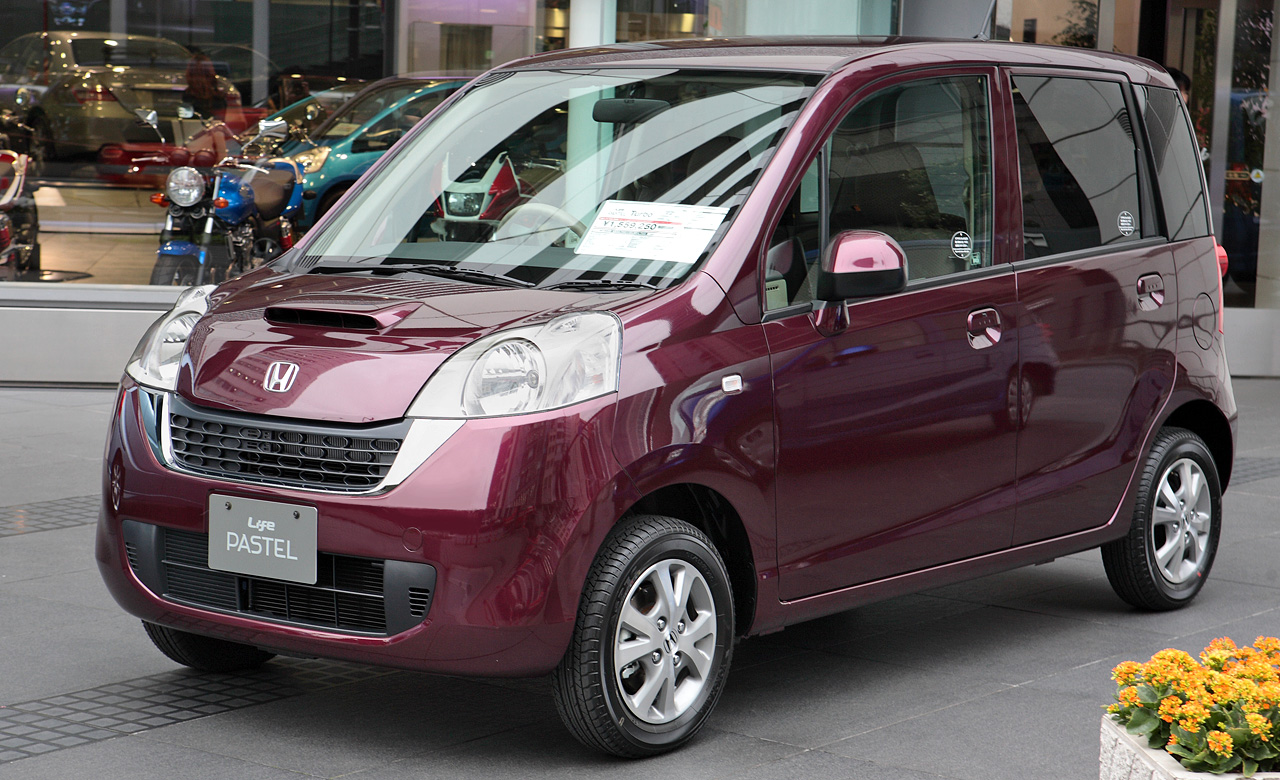
Honda Life Pastel (2008)
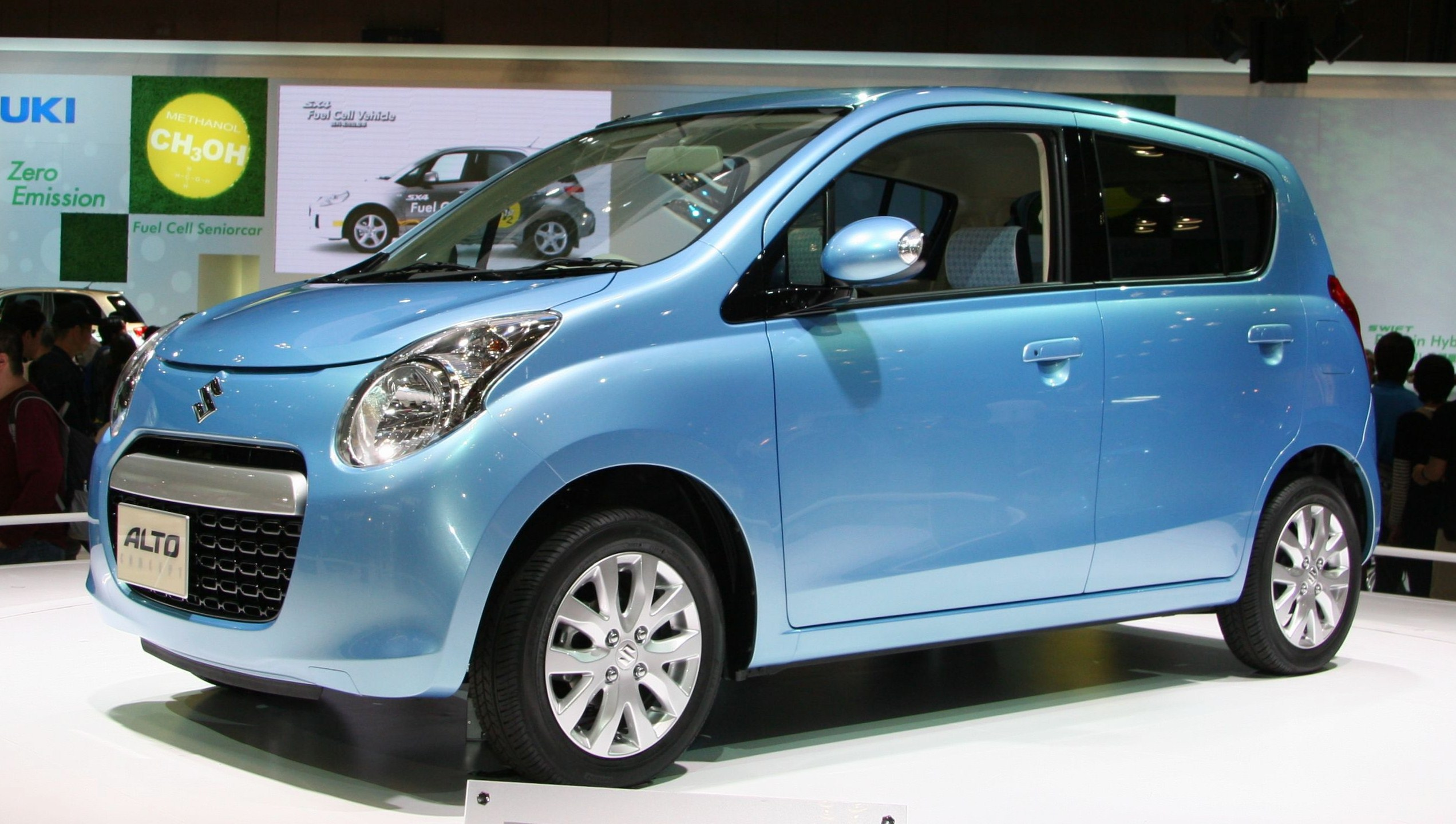
Suzuki Alto (2009)
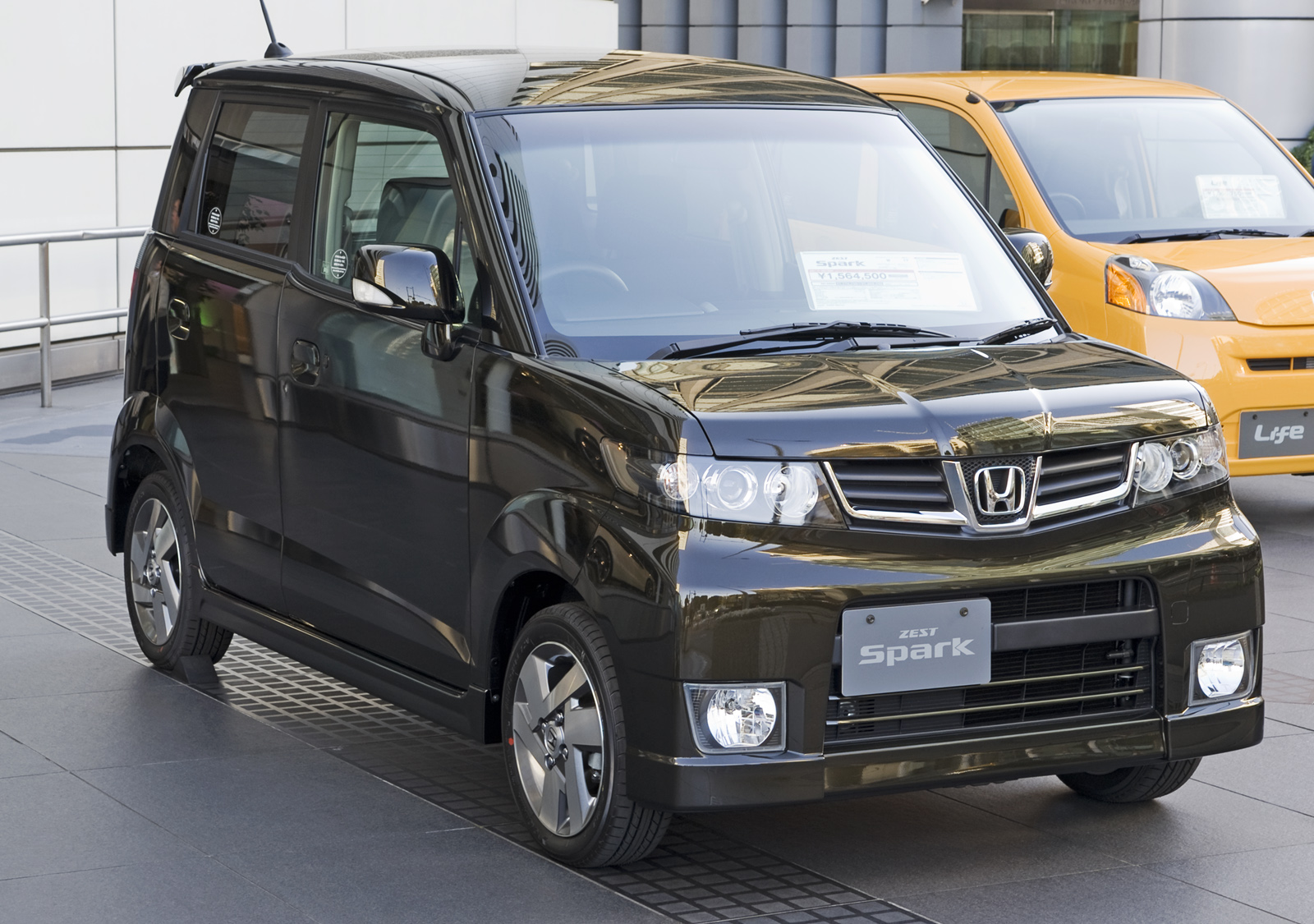
Honda Zest Spark (2009)
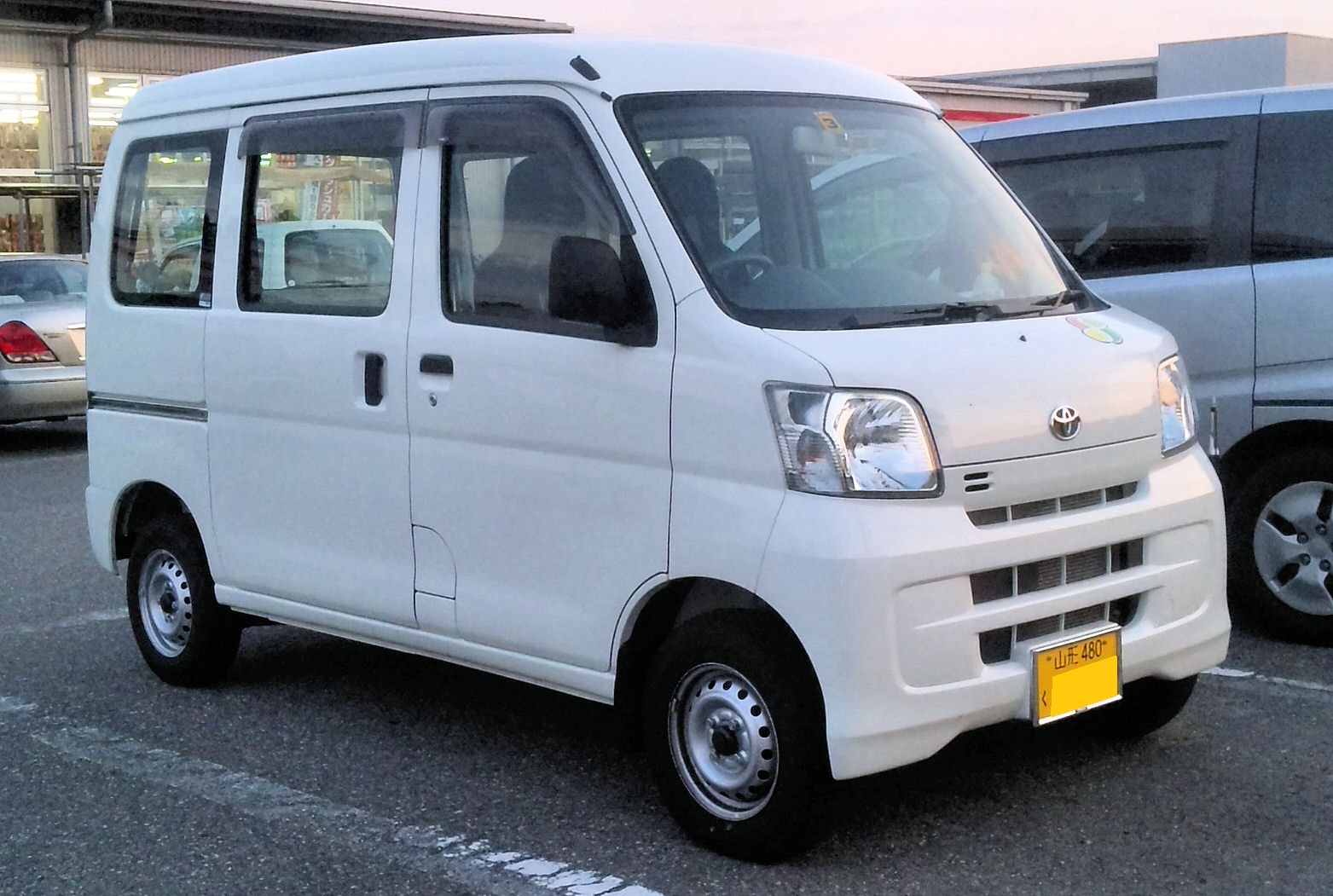
Toyota Pixis Van (2011)
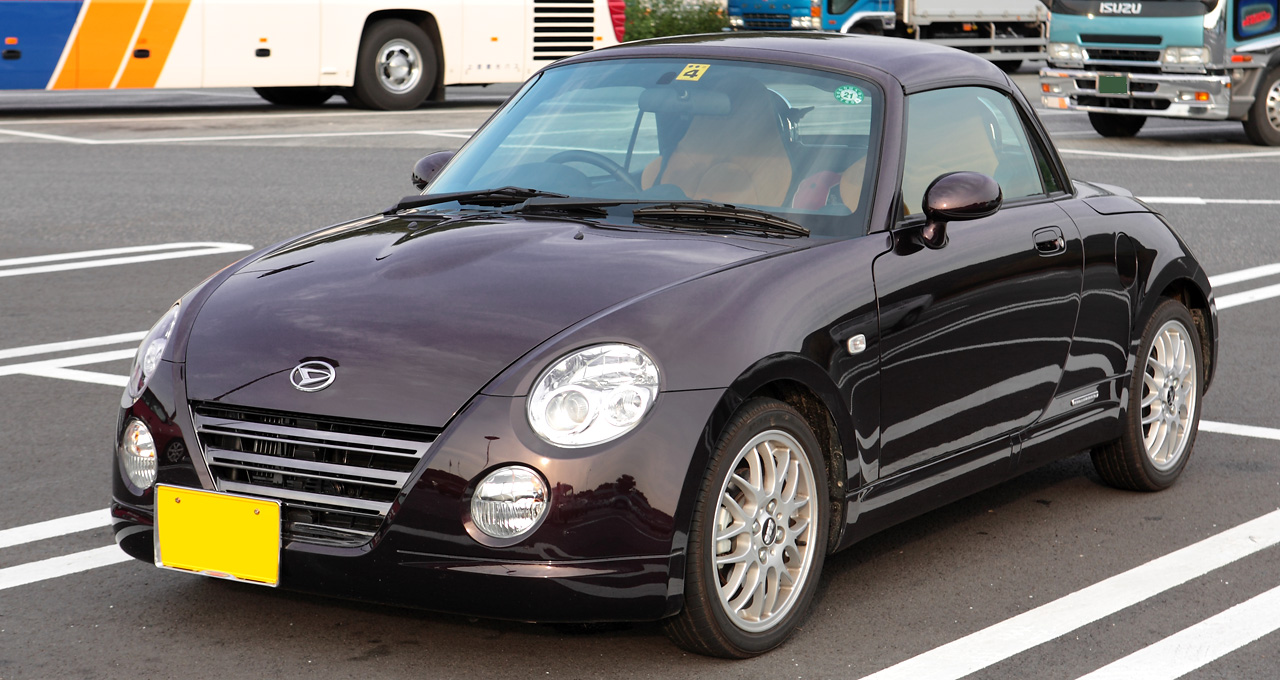
Daihatsu Copen
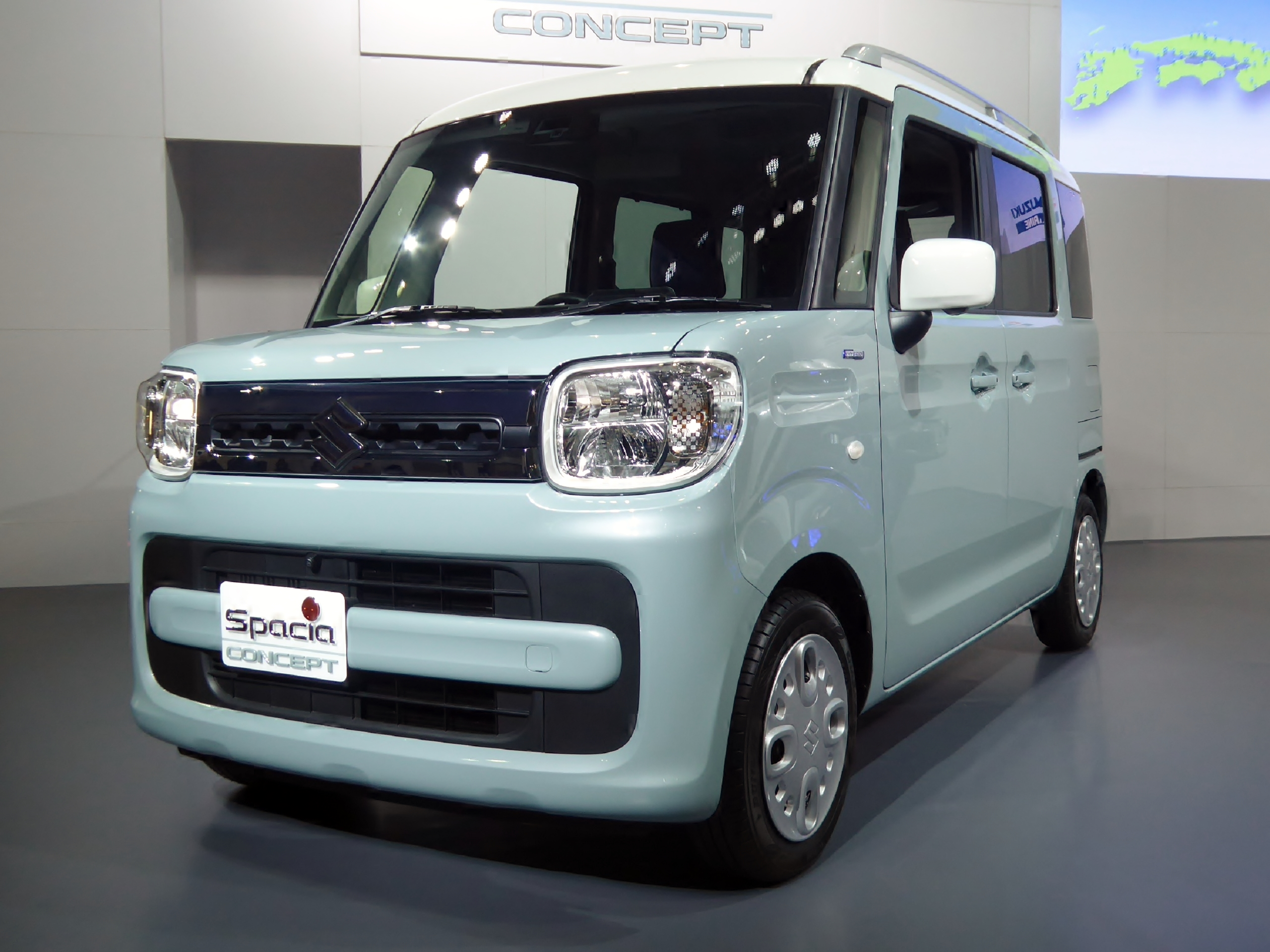
Suzuki Spacia (2017)
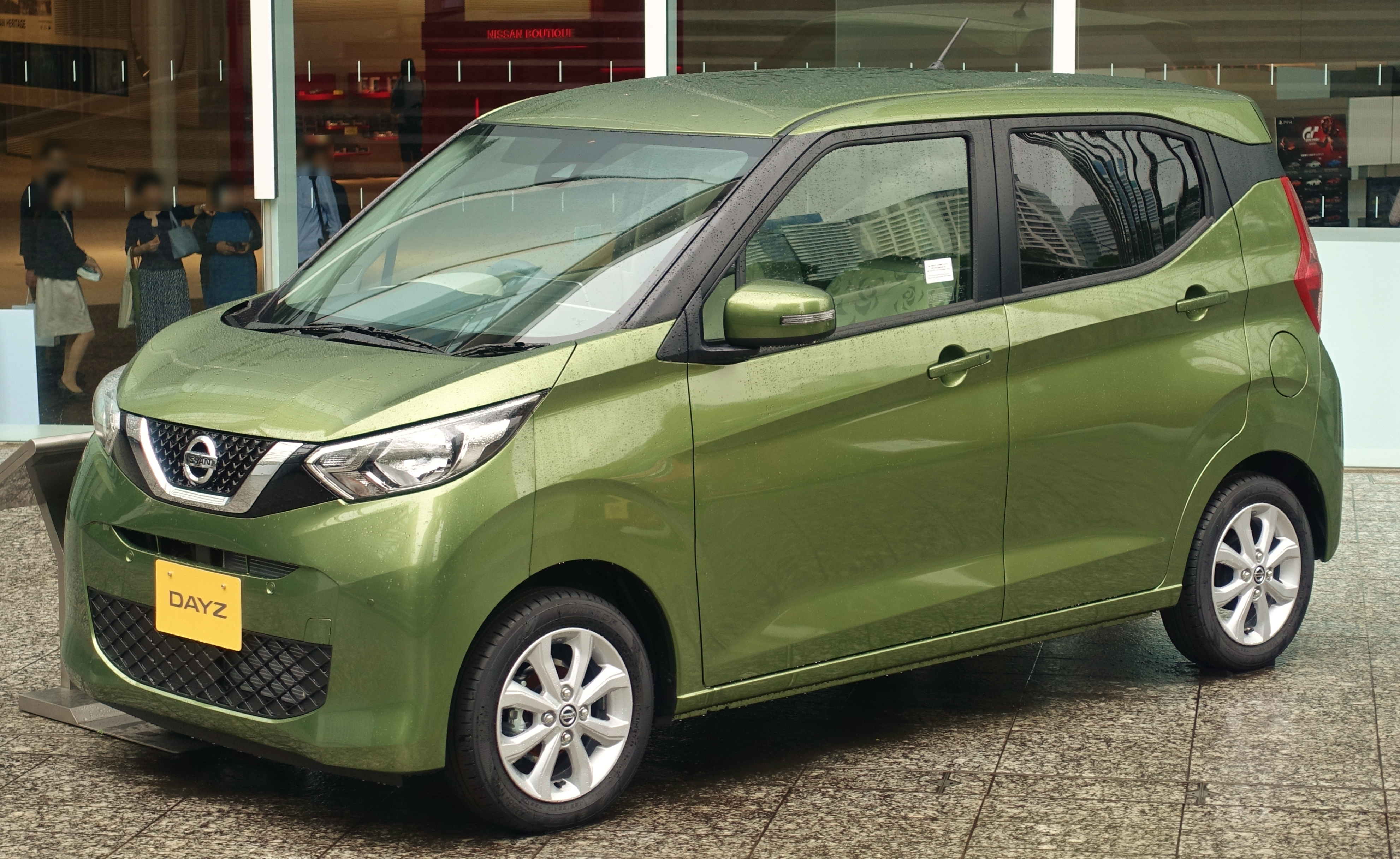
Nissan Dayz (2019)